# Vladislav Volkov

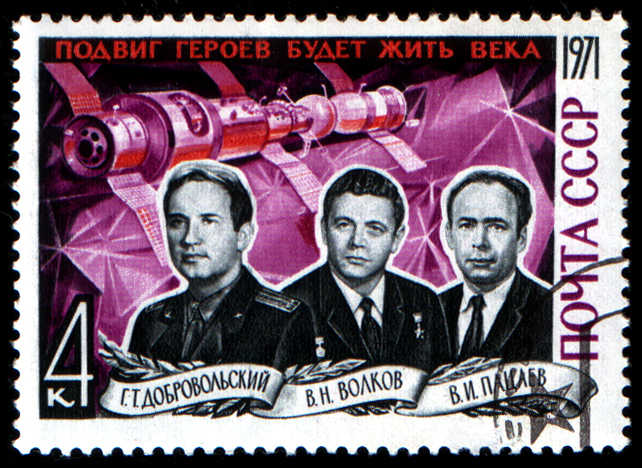
Postzegel met v.l.n.r. Dobrovolski, Volkov en Patsajev

Vladislav Nikolajevitsj Volkov (Russisch: Владислав Николаевич Волков) (Moskou, 23 november 1935 - bij Karaganda, 29 juni 1971) was een kosmonaut.
Hij was vliegtuigingenieur aan het Ontwerpbureau Koroljov en hij werd geselecteerd als kosmonaut op 27 mei 1968.
Hij verbleef, met de Sojoez 7 in 1969 en de Sojoez 11 in 1971, in totaal 28 dagen, 17 uur en 1 minuut in de ruimte. Sojoez 11 koppelde met het ruimtestation Saljoet 1. Tijdens de landing van de Sojoez 11 viel de cabinedruk weg waardoor Volkov en zijn collega's, Viktor Patsajev en Georgi Dobrovolski, door zuurstofgebrek om het leven kwamen. Naar aanleiding van dit ongeluk moeten Russische ruimtevaarders tegenwoordig hun ruimtepak dragen in de cabine tijdens lancering en landing.
Vladislav Volkov werd tweemaal onderscheiden met de Orde van Held van de Sovjet-Unie – op 22 oktober 1969 en 30 juni 1971. Hij werd begraven aan de rand van het Rode Plein in de muur van het Kremlin van Moskou.